# New Square
New Square és una població dels Estats Units a l'estat de Nova York. Segons el cens del 2005 tenia 7.830 habitants.

## Demografia
Segons el cens del 2000, New Square tenia 4.624 habitants, 820 habitatges, i 786 famílies. La densitat de població era de 4.959,3 habitants/km².
Dels 820 habitatges en un 77,8% hi vivien nens de menys de 18 anys, en un 92,6% hi vivien parelles casades, en un 2% dones solteres, i en un 4,1% no eren unitats familiars. En el 3,9% dels habitatges hi vivien persones soles el 3,3% de les quals corresponia a persones de 65 anys o més que vivien soles. El nombre mitjà de persones vivint en cada habitatge era de 5,64 i el nombre mitjà de persones que vivien en cada família era de 5,81.
Per edats la població es repartia de la següent manera: un 60,5% tenia menys de 18 anys, un 13,9% entre 18 i 24, un 15,9% entre 25 i 44, un 7,1% de 45 a 60 i un 2,6% 65 anys o més.
L'edat mediana era de 14 anys. Per cada 100 dones de 18 o més anys hi havia 104,7 homes.
La renda mediana per habitatge era de 12.162 $ i la renda mediana per família de 12.208 $. Els homes tenien una renda mediana de 21.696 $ mentre que les dones 29.375 $. La renda per capita de la població era de 5.237 $. Entorn del 67% de les famílies i el 72,5% de la població estaven per davall del llindar de pobresa.